# Zlati petelin (opera)
Zlati petelin (rus. Золотой петушок) je pravljična opera v treh dejanjih s kratkim prologom in še krajšim epilogom Nikolaja Rimskega-Korsakova. Delo je zadnja skladateljeva opera, krstne izvedbe ni dočakal. Ta je bila 7. oktobra 1909 v Moskvi. Libreto je po Puškinovi pravljici Zgodba o zlatem petelinu napisal V. Bjelski.
Na Slovenskem je jela opera prvič izvedena na odru ljubljanske Opere v sezoni 1961/1962 v prevodu Mitje Šarabona (delo so študirali sicer že pred drugo svetovno vojno, a do uprizoritve tedaj ni prišlo).

## Osebe
- Car Dodon - bas
- Carjevič Ovidon - tenor
- Carjevič Afron - bariton
- General Polkan - bas
- Amelfa, gospodarica - alt
- Astrolog - tenor
- Kraljica iz Šemahe - sopran
- Zlati petelin - mezzosopran
- Ljudstvo, bojarji, bojarke, vojaki, oklopniki, sužnji, zamorci, oklopniki, starci.

## Vsebina

### Prolog
Pred svilenim zastorom se pojavi stari astrolog, ki bo iz preteklosti priklical in obudil staro zgodbo. Nato se zastor dvigne.

### Prvo dejanje
Na terasi kraljeve palače zaseda duma (parlament). Posvetovanje vodi sam car Dodon, ki nejevoljno stresa z glavo, ker je pač treba spet vladati, in to je za vladarja vendar najmanj prijeten posel. Njemu ob strani sedita princa, ki sta izrezana sinova svojega očeta. Ona dva namreč prav tako nista navdušena za vladanje. Obkrožajo jih bojarji in ministri kraljestva, onemogli starčki in ostali, ki so si lahko kupili to čast. Časi so težki. Dodonovo carstvo ogroža sovražnik. Treba je hitro najti rešitev, a je nihče ne pozna. Nekdaj je bil Dodon baje hraber vojščak, toda na stara leta rajši sedi v hladni senci ali pa se valja po pernicah. Nihče ne ve, kako ugnati sovražnika. Najprej spregovori starejši sin Gvidon. Njegov predlog je, da je treba najprej jesti in piti, potlej pa se je šele mogoče bojevati. Predlog je seveda viharno sprejet, saj so za vse bojarje in ministre to prijetne dolžnosti. Edini, ki nasprotuje, je stari general Polkan kot vojni minister. On se hoče boriti. Toda ne osebno, ampak bi druge poslal v boj. Predlog je odbit in besedo ima princ Afron. On predlaga, da naj razpuste vojsko in se zbero šele takrat, ko bo sovražnik spet pred vrati. General Polkan ostro protestira. Toda za svoje besede je tepen. Navzoči se namreč tako razburijo, da ga napadejo in pošteno premikastijo. Car posreduje in pozove k slogi. Ker še vedno ne vedo rešitve, se car obrne k bojarjem, naj povedo svoje mnenje. Eni predlagajo, naj bi ugotovili usodo iz fižola, drugi predlagajo, naj bi prerokovali iz smetišča. Brezsmiselno razpravo prekine astrolog, ki je pripravljen pomagati carju iz zagate s tem, da mu ponudi v dar dragocenega petelinčka, ki ga bo vedno opozarjal na nevarnost. Za protiuslugo pa zahteva, da mu da car vse, kar bo želel. Car in bojarji so tega darila zelo veseli, ker bodo lahko odslej brez skrbi spali in se predajali užitkom. Vladar razpusti svojo dumo ter se pripravlja k počitku.
V tem trenutku oživi tudi panorama mesta, na oknih se pojavijo zaspani obrazi meščanov in carjevih podanikov, ki nemo strmijo v zlatega petelina na strehi. Vsi so zelo podobni svojemu carju. Z njim vred so zaspani, z njim vred se v spanju obrnejo, z njim vstajajo, z njim se vesele in so jezni, skratka, v vsem so ogledalo njegovega bistva. Tako zaspi s kraljem vse mesto, le carjeva komornica Amelfa marljivo lovi nadležne muhe, a naposled zaspi še sama. A veselje je kratko. Petelin na strehi zakikirika, ker se bliža sovražnik. Na hišah se odpirajo okna, meščani pa se plašno ozirajo na petelina. Polkan zbudi kralja. Takoj je treba poslati proti sovražniku čete. Kralj pošlje v boj svoja sinova, ki se le nerada ločita od svojih ljubic in nejevoljno odkorakata v boj. Z njima gre tudi malo navdušena mladina. Car se spet spravi k počitku in v sanjah se mu prikaže zapeljiva podoba lastnih neutešenih želja, prelepa kraljica Šemaha. Lepi sen pa kmalu ponovno prekine kikirikanje, ki oznanja bližino sovražnika. Polkan je že pripravljen, kajti v boj odhaja sam car na čelu legije brezzobih starcev slavni zmagi naproti.

### Drugo dejanje
Carjeva vojska se izmučena prebija skozi ravnino, a sovražnika ni od nikoder. Nenadoma pa Dodon zagleda svoja sinova mrtva na tleh. Objokujoč njuno smrt sklene takoj poiskati sovražnika in se maščevati. Zato ukaže svojemu topništvu ustreliti v smer, kjer se pokaže čaroben šotor. Vojska se preplašena od strela razbeži, iz šotora pa stopi kraljica Šemaha. Vljudno povabi k sebi carja in Polkana ter ju pogosti. Toda Polkana mora car nagnati že pri sprejemu, ker se nespodobno obnaša. Car želi sam osvojiti kraljico, ki si domišlja, da ga bo napravila za sužnja svoje lepote. Vino tuje kraljice je opojno, toda še opojnejša pa je sla ljubezenske sreče ob lepi kraljici. Tako ga kraljica osvoji z močjo svoje lepote in stari car se izčrpan od omotičnega plesa mora vdati v svojo usodo. Kraljico pa veli z vsemi častmi odpeljati domov in jo ob svoji strani priznati kot vladarico.

### Tretje dejanje
Sprevod se bliža mestu, kjer ponižni prebivalci nestrpno pričakujejo svojega carja in novo mlado kraljico; še nikoli niso videli takega blišča (sužnjev, zamorcev, pritlikavcev, živali). Toda sprevod ustavi astrolog, ki zahteva od kralja plačilo za petelinčka. Kralj mu je pripravljen dati pol kraljestva, a starec hoče kraljico. Kralj se grozno razjezi, a starec je nepopustljiv. V navalu besa ubije car svojega astrologa, toda nad carjem se maščuje petelinček, ki prileti iz stolpa in mu izkljuje možgane. V tem hipu s satanskim smehom izgine kraljica Šemaha, z njo izgine tudi car, ostane le zapuščeni in prevarani narod, ki objokuje svojega vladarja.

### Epilog
Pred zastorom pa se spet pojavi astrolog, ki razodene, da je vsa zgodba le izrodek fantazije, vendarle pa je poučna.